# NKVD Ordem Nº 00485
A Ordem NKVD soviética № 00485, emitida em 11 de agosto de 1937, lançou as bases para a eliminação sistemática da minoria polonesa na União Soviética entre 1937 e 1938. A ordem foi denominada "Sobre a liquidação de grupos e unidades de sabotagem e espionagem poloneses do prisioneiro de guerra" (POW significa Organização Militar Polonesa, Polska Organizacja Wojskowa) (em russo:  О ликвидации польских диверсионно-шпионских групп и организаций ПОВ) É datada de 9 de agosto de 1937, foi emitida pelo Comitê Central Politburo (VKP b) e assinada por Nikolai Yezhov, Comissário do Povo para Assuntos Internos. A operação estava no centro das operações nacionais do NKVD e a maior ação de tiro motivada por etnia do Grande Terror.

## Prisões e execuções
Segundo a Ordem, toda a operação seria concluída em três meses. Sujeitos a prisão e eliminação imediata estavam pessoas das seguintes categorias: "prisioneiros de guerra do exército polonês que após a guerra de 1920 permaneceram na União Soviética, desertores e emigrantes políticos da Polônia (como comunistas poloneses admitidos por meio de troca de prisioneiros), ex-membros do Partido Socialista Polonês (PPS) e outros partidos políticos anti-soviéticos; e os habitantes dos distritos poloneses nas regiões fronteiriças". A ordem foi complementada por uma carta secreta de Yezhov, especificando as várias acusações a serem usadas contra a minoria polonesa, fabricadas pelo executivo do NKVD de Moscou. A ordem visava a prisão de "absolutamente todos os poloneses" e confirmou que "os poloneses deveriam ser completamente destruídos". Um membro da administração da NKVD para o distrito de Moscou, AO Postel (Арон Осипович Постель) explicou que, embora não houvesse citação palavra por palavra de "todos os poloneses" na ordem real, era exatamente assim que a carta deveria ser interpretada por os executores do NKVD.
Particularmente afetados foram os poloneses empregados nos setores "estratégicos" da economia, como transporte e telecomunicações (engenheiros ferroviários e correios), indústria de defesa, forças armadas e serviços de segurança, além de membros da Polônia. organizações culturais. A Ordem criou um órgão de sentença extrajudicial composto por dois soldados da NKVD, o chamado "Dvoika" (dois) que completava a papelada. A Ordem também estabeleceu o chamado "procedimento de álbum" de condenações: as listas de condenados já durante as investigações iniciais por órgãos inferiores da NKVD foram compiladas em "álbuns" pelos órgãos médios da NKVD e enviadas à URSS NKVD para aprovação. Após a aprovação, as condenações (tiroteio ou prisão) foram imediatamente executadas.
Um procedimento semelhante foi aplicado a todas as outras operações nacionais de 1937-1938: alemão, letão, finlandês, estoniano, romeno, grego e outros. O procedimento foi alterado em setembro de 1938. Para agilizar o processo, as unidades regionais da NKVD foram instruídas a criar as chamadas "Troikas Especiais" (a não serem confundidas com as Troikas regionais estabelecidas sob a Ordem NKVD № 00447) autorizadas a experimentar os casos de "operações nacionais" localmente.
Segundo documentos oficiais do estado soviético, a operação antipolonesa do NKVD afetou 139.815 pessoas, 111.071 das quais foram condenadas à morte sem julgamento e executadas imediatamente depois.